# J-8 (wiroszybowiec)
J-8 – polski wiroszybowiec zbudowany w 1969 r. i przystosowany do startu i lądowania na powierzchni wody.

## Historia

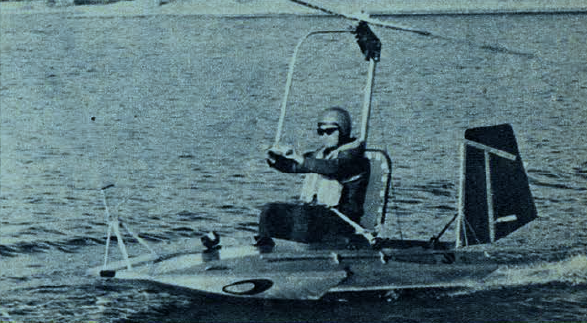
Wiroszybowiec J-8 podczas startu

Konstrukcja została opracowana jako rozwinięcie wiroszybowca J-3 z 1968 r. Członkowie sekcji konstrukcyjnej Klubu Wodnego LOK z Bytomia zakończyli jego budowę w maju 1969 r. Konstruktorem maszyny był Czesław Jurek. W porównaniu do poprzednika wydłużono o 20 cm kadłub oraz poszerzono go w przedniej części. Zapewniło to konstrukcji większą stateczność poprzeczną i podłużną podczas operowania na powierzchni wody. Dodatkowo zmianie uległa konstrukcja pasów bezpieczeństwa. Konstruktorzy poświęcili 948 godzin na budowę maszyny, koszt jej zbudowania wyniósł 7600 zł.
Oblotu konstrukcji dokonano 1 czerwca 1969 r. Do jego holowania po powierzchni wody użyto łodzi „Zefir-n” wyposażonej w dwa silniki o mocy 36 KM każdy oraz łodzi „Delta” z silnikiem 46 KM. Maszyna była prezentowana publiczności 11–13 września 1969 r. podczas V Mistrzostw Polski w Nartach Wodnych na jeziorze Dzierżno. Do końca tego roku wykonała loty o długotrwałości 7 godz. i 48 min.
J-8 został zaprezentowany podczas II Krajowego Zjazdu Konstruktorów Amatorów w 1974 r.

## Konstrukcja
Dwumiejscowy wiroszybowiec przystosowany do startów i lądowań z powierzchni wody.

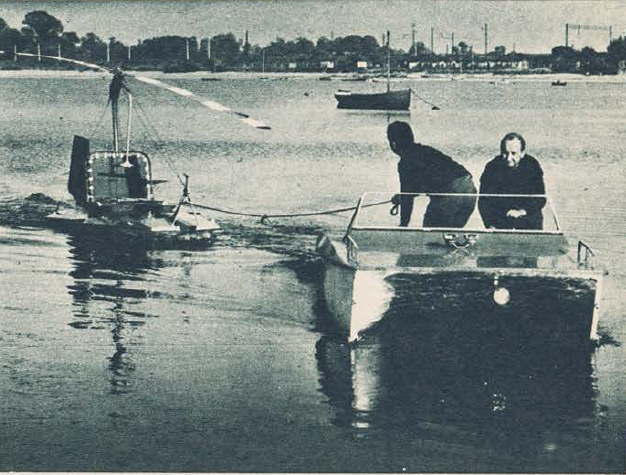
Wiroszybowiec J-8 na holu

Kadłub z redanem wykonano z laminatów poliestrowych. Ma konstrukcję podłużnicową z wręgami, pokrycie ma grubość 2,5 mm. Kabina załogi dwumiejscowa z osłoną chroniącą przed bryzgami wody. Kadłub kończy się belką ogonową ze statecznikiem pionowym. Maszt wirnika jest mocowany do dna kadłuba śrubą M8 i dodatkowo usztywniony czterema odciągami wykonanymi z linek stalowych o średnicy 4 mm. Odciągacze naprężone są za pomocą jednego ściągacza umieszczonego z przodu. Wirnik zamocowany na piaście konstrukcji I. Bensena, samostateczny o konstrukcji mieszanej metalowo-drewnianej, sterowany bezpośrednio za pomocą wiszącego drążka. Pokrycie łopat wirnika wykonano ze sklejki o grubość 3 mm.

## Malowanie
Pokład wiroszybowca był pomalowany na czerwono, jego dno na biało. Łopaty wirnika pomalowano przemiennie w kolorach białym i czerwonym. Statecznik pionowy pomalowano lakierem bezbarwnym.